# اريان نايشنز
 اريان نايشنز (بالإنجليزية: Aryan Nations)‏ هي مجموعة نازية يمينية إرهابية متطرفة في الولايات المتحدة الأمريكية.
تدعو المجموعة إلى هيمنة العرق الأبيض ويتهم مكتب التحقيقات الفدرالي مجموعة «اريان نايشنز» ومجموعات صغيرة أخرى تمتدح العرق الأبيض، بارتكاب جرائم، وجرائم الحض على الكراهية واستخدام القنابل الحارقة وإرسال تهديدات عبر البريد الإلكتروني والقيام بسرقات.
وفي سنة 2005 نقلت شبكة تلفزة أميركية عن تقرير سري لمكتب التحقيقات الفدرالي أن السلطات الأميركية تجري تحقيقا حول 22 مجموعة صغيرة «إرهابية أميركية»، منها مجموعات تدعو إلى هيمنة العرق الأبيض.
وأوضخت شبكة «أي بي سي نيوز» أن مكتب التحقيقات الفدرالي أجرى 338 تحقيقا حول هذه المجموعات الـ 22. وأضافت أن هذه المجموعات توفر الأموال من خلال رعاية حفلات موسيقية وإنتاج أسطوانات.
وجميع من في هذه الجماعة يتميزون بحلق الرؤوس وثقب الأذنين ووشم الأيدي والرقاب.